# Folguedo de Moçambique
O Folguedo de Moçambique acontece principalmente nas festas dedicadas a Nossa Senhora do Rosário e São Benedito, em especial na Região Sudeste do Brasil. Seu ponto alto costuma ser a coroação de um rei e uma rainha. A figura mais importante, porém, é a do "mestre", responsável pela organização do grupo desde os ensaios até o dia da apresentação, quando tem a função de conduzir a cantoria e determinar o início das danças. Os participantes usam uniformes brancos, enfeitados com fitas coloridas, e levam amarrados logo abaixo do joelho uma correia com guizos (chamada paiá) ou chocalhos feitos de latas presos ao tornozelos. Usam ainda bastões para marcar o ritmo e a coreografia. Os músicos tocam instrumentos como rabecas, cavaquinhos, chocalhos de lata, reco-recos, ganzás e caixas. 